# Río Calabar
El río Calabar en el Estado de Cross River, Nigeria fluye desde el norte, pasando por la ciudad de Calabar, uniéndose al río Cross alrededor de 8 kilómetros al sur. El río Calabar forma un puerto natural, lo suficientemente profundo para los buques con un calado de 6 metros.
El río Calabar fue hace tiempo una fuente importante de esclavos traídos del interior para ser enviados al oeste en el comercio atlántico de esclavos. La esclavitud fue suprimida en 1860, pero el puerto de Calabar siguió siendo importante en la exportación de aceite de palma y otros productos, hasta que fue eclipsado por Port Harcourt en la década de 1920. Calabar ha recuperado importancia como puerto y está creciendo rápidamente después de que se hayan mejorado las vías de acceso hacia el interior. La selva tropical en la cuenca del río Calabar se está destruyendo rápidamente, y la contaminación está reduciendo las capturas de peces y camarones en el estuario. Aquellos que son capturados tienen niveles peligrosos de contaminantes.

## Ubicación
El río Calabar drena parte de las colinas de Oban en el parque nacional del Río Cross. La geología de la cuenca incluye el Precámbrico macizo Oban, sedimentos cretáceos y la reciente cuenca sedimentaria del Delta del Níger.
La cuenca tiene aproximadamente 43 km de ancho y 62 km de largo, con un área de 1514 km²  Hubo un tiempo en que estaba completamente cubierta por la selva tropical.
La región tiene una temporada de lluvias de abril a octubre, durante la cual cae el 80% de las lluvias anuales, con picos en junio y septiembre. El promedio de precipitación anual es de 1830 mm. Las temperaturas promedio varían desde 24 °C en agosto a 30 °C en febrero. La humedad relativa es alta, entre 80% y 100%.
La cuenca tiene 223 arroyos con una longitud total de 516 km. Este es un número pequeño dado el tamaño de la cuenca.
El drenaje es deficiente, por lo que la cuenca está sujeta a inundaciones, erosiones y deslaves. Un estudio de 2010 anunció que las inundaciones habían aumentado en los últimos años. 
En 1862 la Sociedad Zoológica de Londres recibió una descripción de un nuevo cocodrilo llamado Crocodilus frontatus que había sido traído del río Calabar, con una cabeza mucho más grande que en "Crocodilus vulgaris". También se informó de un nuevo murciélago llamado  Sphyrocephalus labrosus .
El sistema fluvial formado por el río Cross, Calabar, Great Kwa y otros afluentes forma extensas llanuras de inundación y humedales que desembocan en el estuario del río Cross. El sistema tiene un área estimada de 54,000 kilómetros cuadrados. A partir de 2000, se capturaron anualmente aproximadamente 8,000 toneladas de pescado y 20,000 toneladas de camarón. Los camarones proporcionan una forma relativamente barata de proteína a la gente de Calabar. Los pescadores desembarcan sus capturas en la playa de Alepan en el río Calabar, y la captura se vende en los mercados de los alrededores.

## Comercio de esclavos

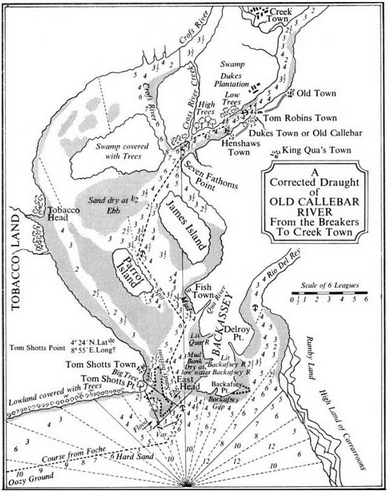
Mapa del estuario del río Cross c. 1820, el río Calabar al NE. No se sabía entonces que el río Cross era el más grande, por lo que el estuario recibió el nombre del Calabar.

La moderna ciudad de Calabar fue fundada por familias de Efik que habían abandonado Creek Town, más arriba en el río Calabar, estableciéndose en la orilla este en una posición en la que podían dominar el tráfico con embarcaciones europeas que anclaban en el río, y pronto se convirtieron en los más poderosos de la región. En 1767 hubo una masacre cuando las tripulaciones de seis esclavistas británicos intervinieron en una disputa entre los gobernantes de dos centros de esclavos que competían en el río, Old Town y New Town, o Duke's Town: 400 hombres fueron asesinados. Akwa Akpa (la ciudad de Duke) se convirtió en un centro del comercio donde se intercambiaban esclavos por productos europeos.
Debido a las peticiones públicas contra el comercio de esclavos, la Cámara de los Comunes británica celebró una audiencia sobre la masacre de 1767 en 1790. Los británicos prohibieron el comercio de esclavos en 1807 y comenzaron a intervenir activamente para suprimir el comercio de los buques de otras naciones. Entre 1807 y 1860, el Escuadrón de África Occidental incautó alrededor de 1.600 barcos involucrados en el comercio de esclavos. El HMS Comus parece haber sido el primer buque de guerra que navegó por el río Calabar hasta Akwa Akpa en 1815.  Capturó siete barcos traficantes de esclavos portugueses y españoles que transportaban a unos 550 esclavos.
El 6 de enero de 1829, el Brig Jules fue capturado por el HM Eden en la barra del río Old Calabar con 220 esclavos a bordo, que habían sido embarcados en el río. El 26 de febrero de 1829, la Hirondelle fue capturada por el Eden en la entrada del río con 112 esclavos a bordo.
El 5 de enero de 1835, el HMS Pelorus capturó la Minerva una polacra de bandera española, que estaba armada con dos cañones de 18 libras y dos de 8 libras.  Tenía unos 650 esclavos a bordo.

## Historia más tardía
Con la supresión del comercio de esclavos en la década de 1850, el aceite de palma y los granos de palma se convirtieron en las principales exportaciones del río. Los jefes de Akwa Akpa se pusieron bajo protección británica en 1884. Desde 1884 hasta 1906, Old Calabar fue la sede del Protectorado de la Costa del Níger, después de lo cual Lagos se convirtió en el centro principal. Entonces llamada Calabar, la ciudad siguió siendo un importante puerto de marfil, madera, cera de abejas y productos de palma hasta 1916, cuando se inauguró la terminal ferroviaria de Port Harcourt, 145 km al oeste.

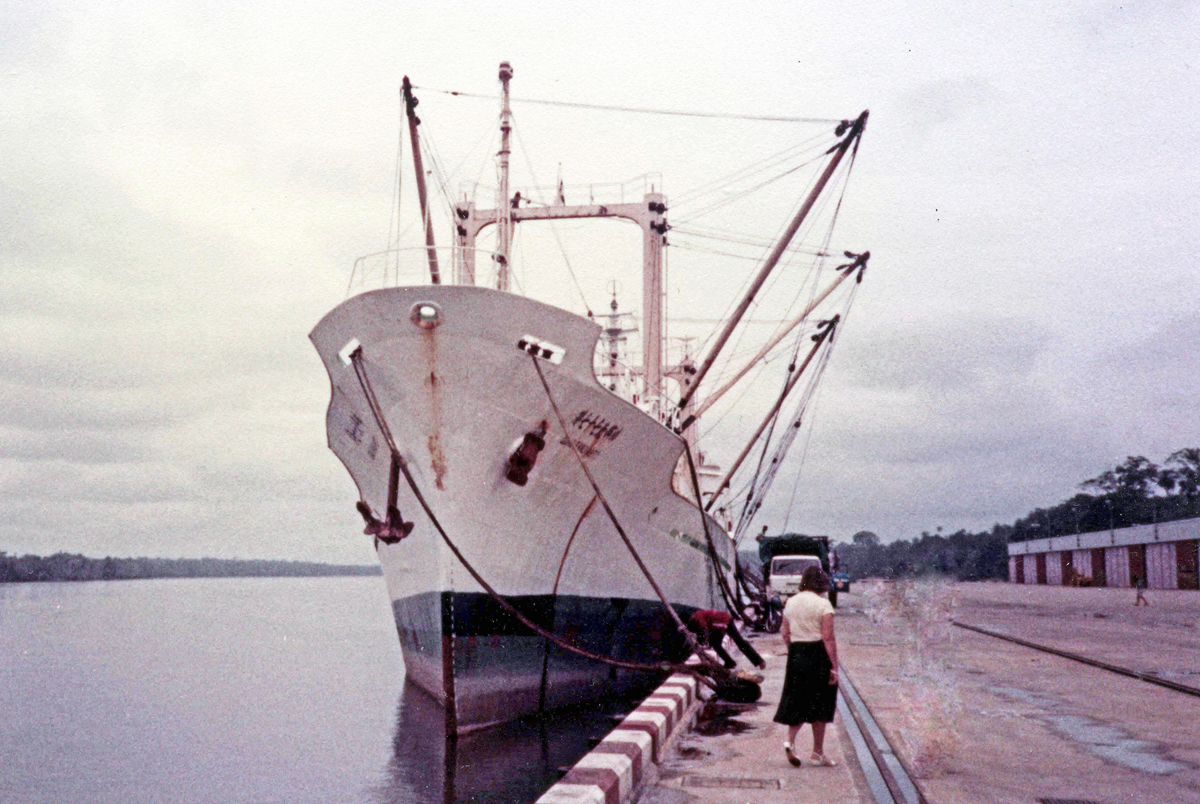
Puerto de Calabar en noviembre de 1981.

Calabar ha recuperado hoy su importancia como puerto al completarse las carreteras que brindan un buen acceso al sureste de Nigeria y al oeste de Camerún. Las exportaciones incluyen productos de palma, madera, caucho, cacao, copra y fibra de piassava. Las industrias incluyen aserraderos, una fábrica de cemento, constructores de barcos y plantas para procesar caucho, aceite de palma y alimentos. Los artesanos fabrican artefactos de ébano para el mercado turístico de Lagos. Desde 1975, la ciudad ha sido la sede de la Universidad de Calabar. El desarrollo del puerto, y la vecina Zona de Libre Comercio de Calabar y la Zona Libre y Resort de Tinapa se han visto frenados en los últimos años por problemas burocráticos, y también por un suministro de energía deficiente, carreteras deficientes y falta de dragado en el canal del río Calabar.

## Preocupaciones medioambientales

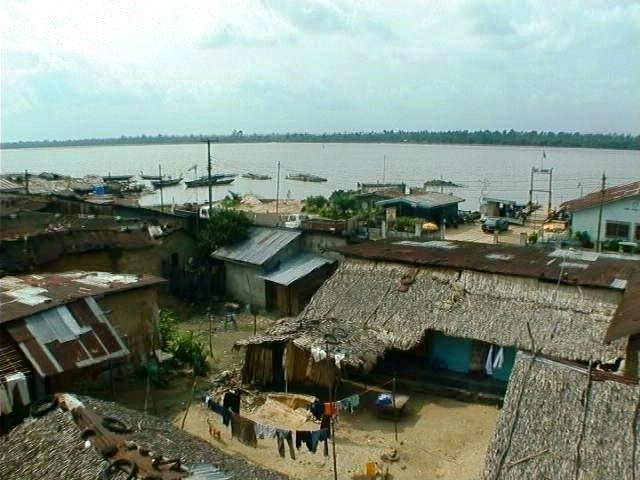
Río Calabar, 10 de diciembre de 2005

La ciudad de Calabar está delimitada por el río Calabar al oeste, el río Great Kwa al este y los humedales del estuario del río Cross al sur. Solo puede crecer hacia el norte, hacia la cuenca del río Calabar, y esto es lo que ha estado sucediendo. La cuenca del río Calabar estaba originalmente cubierta por un bosque tropical lluvioso. Ahora gran parte ha sido reemplazado por la agricultura, la construcción de carreteras, la silvicultura, la industria y la vivienda para la creciente población de Calabar. Por ejemplo, el Proyecto Nacional Integrado de Energía cubre una gran área de tierra además de la carretera Calabar-Itu en Ikot Nyong en el Área del Gobierno Local de Odukpani.
Un estudio de los cambios en el uso de la tierra en la cuenca del río Calabar entre 1967 y 2008 mostró que el área cubierta por bosques altos disminuyó en casi un 30% durante ese período. En 1967, los bosques altos cubrían casi el 70% del área de la cuenca. Para 2008 cubría menos del 40%, principalmente en el norte. La extracción industrial comenzó en la década de 1980 y ahora afecta a un área importante. Puede estar causando gran cantidad de sedimentos e inundaciones, así como la contaminación del aire y el agua. El área edificada aumentó más del doble, de 3.5% a 7.6% del área de tierra en el período de estudio.
El municipio de Calabar no cuenta con instalaciones de tratamiento de residuos. Los desechos humanos y los de las industrias caseras se tiran en basureros de superficie o en desagües abiertos. Las lluvias torrenciales arrastran la mayor parte de los desechos a los ríos Calabar y Great Kwa. La contaminación urbana y la actividad de exploración de petróleo en la zona cercana a la costa amenazan la ecología del estuario, reduciendo en gran medida el número y la diversidad de las especies que proporcionan alimento para camarones y peces. Un estudio de 1999 de peces capturados en los ríos Calabar y Kwa y en el estuario mostró que los niveles de cobre e hidrocarburos estaban por encima de los niveles permisibles de la Organización Mundial de la Salud en todas las muestras. El contenido de hierro estuvo por encima de los niveles permitidos en el 20% de las muestras. La tasa de acumulación de hidrocarburos fue mayor en las estaciones húmedas, probablemente debido a los mayores niveles de material contaminado lavado por las lluvias torrenciales en los talleres de mantenimiento de vehículos.
El municipio de Calabar y Calabar South tenían una población combinada de 371,000 habitantes en 2006. La población del estado de Cross River ha crecido a una tasa de aproximadamente el 3% anual desde 1991. Las tasas de crecimiento son considerablemente más altas en la ciudad de Calabar. El gobierno estatal enfrenta un serio desafío para acomodar este crecimiento mientras mantiene los niveles de ingresos y evita el desastre ecológico.